# ألبرت إتش. بلومنتال
ألبرت إتش. بلومنتال هو محامي وسياسي أمريكي، ولد في 13 أكتوبر 1928 في Flatbush ‏ في الولايات المتحدة، وتوفي في 8 يوليو 1984 في مركز ميموريال سلون كيترينغ للسرطان في الولايات المتحدة. نشط حزبياً في الحزب الليبرالي لنيويورك. وقد انتخب عضو جمعية ولاية نيويورك ‏.